# Messerschmitt Bf 108
Die Messerschmitt Bf 108 ist ein viersitziges einmotoriges Leichtflugzeug des deutschen Herstellers Bayerische Flugzeugwerke (BFW) bzw. der Messerschmitt AG und wurde zunächst als Wettbewerbsflugzeug konzipiert und später zu einem luxuriösen Schnellreiseflugzeug weiterentwickelt. In der Planung des Flugzeugs hat Willy Messerschmitt seine Vorstellung eines idealen Flugzeugs verwirklicht, und das Reichsluftfahrtministerium sah darin eine Chance, den Europarundflug 1934 zu gewinnen. Gleichzeitig wurden an dem Muster technische Neuerungen erprobt, die später teilweise in das Jagdflugzeug Bf 109 übernommen wurden.
Nachdem am 13. Juni 1934 die erste Bf 108 fertiggestellt und eingeflogen worden war, wurden bis 1945 etwa 885 Exemplare hergestellt. Die meisten waren für die Luftwaffe der Wehrmacht bestimmt und wurden für Umschulungszwecke oder als Kurierflugzeuge eingesetzt.
Da die Produktion während des Zweiten Weltkrieges nach Frankreich verlagert worden war, konnten nach dem Krieg noch weitere Exemplare des Typs unter französischer Produktion fertiggestellt werden. Die Société Nationale de Constructions Aéronautiques du Nord (SNCAN) nutzten die Bf 108 als Basis für die Weiterentwicklung des Musters und fertigten nach 1945 noch rund 300 Flugzeuge der Nachfolgemodelle Nord 1001 und 1002.
Mit der Bf 108 wurden zwischen 1934 und 1971 zahlreiche Rekorde und sportliche Erfolge erflogen. Insbesondere ist das Muster eng mit dem Namen der deutschen Sportfliegerin Elly Beinhorn verbunden, die dem Flugzeug nach der Überquerung von drei Kontinenten an einem Tag im Jahre 1936 den Beinamen „Taifun“ gab.

## Geschichte der Entstehung und Typenbezeichnung

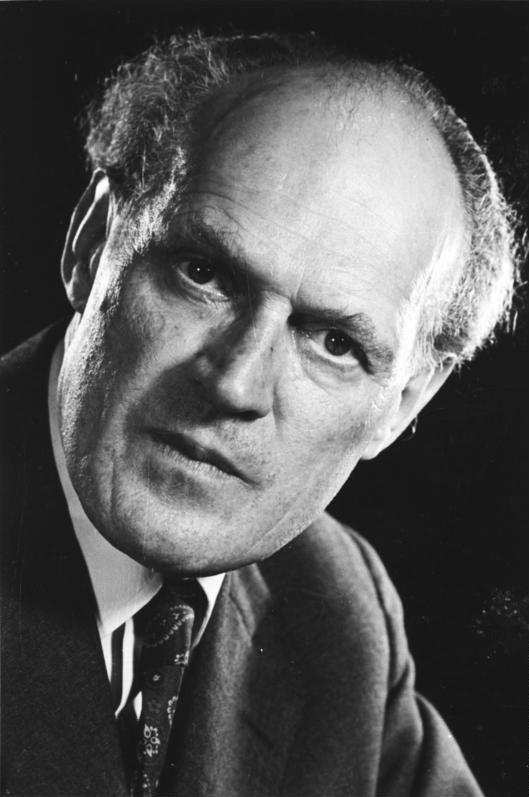
Willy Messerschmitt gilt als der geistige Vater der Bf 108 (1958)

In seinem Amt als Reichsluftfahrtminister beauftragte Hermann Göring im Jahre 1933 in einem vertraulichen Schreiben an Theo Croneiß die Bayerischen Flugzeugwerke mit der Konstruktion eines schnellen Kurierflugzeuges. Offizieller Anlass war der Europarundflug 1934, in dessen Ausschreibung nicht nur die Leistung der Flugzeuge im Vordergrund stand, sondern auch deren Gebrauchswert. Unter der Leitung von Willy Messerschmitt begannen die Ingenieure Robert Lusser, Richard Bauer und Hubert Bauer mit der Arbeit an einem neuen Muster, welches intern mit BFW M37 bezeichnet wurde. BFW steht für Bayerische Flugzeugwerke, das M für Willy Messerschmitt als leitender Konstrukteur, 37 ist eine fortlaufende Nummer der Typenbezeichnung.
Die Grundkonzeption für den neuen Flugzeugtyp brachten die Ingenieure um Richard Bauer vom Unternehmen Klemm zu den Bayerischen Flugzeugwerken mit. Bevor diese Konzeption jedoch umgesetzt werden konnte, erhielten die BFW gleichzeitig die Möglichkeit, sich inoffiziell an einem modernen Jägerprojekt zu beteiligen. Für zwei so anspruchsvolle Projekte hatte BFW jedoch nicht genug Mittel, da das Werk 1933 nur knapp durch einen Vergleich und durch Aufträge des Reichsluftfahrtministeriums (RLM) vor dem Bankrott gerettet worden war. Um sich den lukrativen Jägerauftrag nicht entgehen zu lassen, bedurfte es eines Kompromisses: Man entwickelte die für einen Jäger notwendige Hochtechnologie bereits an dem vergleichsweise schlichten Wettbewerbsflugzeug BFW M37.
Um den Europarundflug zu gewinnen, setzte das Reichsluftfahrtministerium auf Willy Messerschmitts Erfahrungen mit Leichtbauten. Bereits im April 1934 waren die Planungen abgeschlossen, und der Bau des ersten Flugzeuges mit der Werknummer 695 begann. Dieses wurde am 13. Juni 1934 fertiggestellt und am gleichen Tag von Carl Francke erstmals geflogen. Im Ergebnis entstand ein technologisch anspruchsvolles Flugzeug. Hier kamen bereits an einem „Reiseflugzeug“ Technologien zum Einsatz, welche damals weltweit kaum für einen Hochleistungsjäger eingesetzt wurden. Das neu konstruierte Flugzeug war sehr spartanisch ausgestattet und stark auf Leichtbau, Schnelligkeit und zunächst rein sportliche Verwendung getrimmt. Es wurde anlässlich des Europarundfluges 1934 unter der Bezeichnung Bf 108 A vorgestellt und geflogen. Die Bezeichnung des Musters ist verwirrend. Das „Bf“ in der Namensgebung steht für Bayerische Flugzeugwerke, weil es dort entwickelt und zunächst gebaut worden war. Nach der Umfirmierung zur Messerschmitt AG wurden die Flugzeuge, die noch bei BFW entwickelt worden waren, weiterhin mit Bf-Bezeichnung geführt, während die Neuentwicklungen mit Me-Bezeichnung versehen wurden. Umgangssprachlich wurde und wird die Bf 108 jedoch meist als Me 108 bezeichnet. Bei Messerschmitt wurde der Typ Me 108 oder einfach Taifun genannt. Die historisch richtige Bezeichnung durch die offizielle Namensgebung des Reichsluftfahrtministeriums ist jedoch Messerschmitt Bf 108.

## Produktion
Die Bf 108 wurde bei Messerschmitt Regensburg und während des Krieges in Frankreich bei SNCAN gebaut. Die Gesamtproduktion für die Luftwaffe belief sich auf 755 Flugzeuge. Neben der Luftwaffenserie legte Messerschmitt eine Vertriebsserie für inländische Privatverkäufe und Exporte auf. Diese bestand am 31. August 1937 aus 56 Flugzeugen, von denen 27 bereits gebaut waren. Am 31. März 1939 waren 96 Flugzeuge geplant. Die letzten Flugzeuge der Vertriebsserie wurden im März 1940 geliefert. Von 1936 bis 1940 wurden insgesamt 119 Flugzeuge exportiert. Dazu kamen Privatverkäufe im Inland, die aber anhand des Ausweises der „Nachrichten für Luftfahrer“ nicht mehr als 30 Flugzeuge umfasst haben dürften. Nachweisbare Produktion:
| Version  | MttR    | SNCAN | Summe   | Bauzeit        |
| -------- | ------- | ----- | ------- | -------------- |
| A        | 6       |       | 6       | W.-Nr. 695–700 |
| B-0      | 7       |       | 7       | W.-Nr. 871–877 |
| B        | 509     |       | 509     | 1936–1942      |
| D        | 54      | 192   | 246     | 1942–1944      |
| Vertrieb | ca. 150 |       | ca. 150 | 1942–1944      |
| Summe    | ca. 725 | 192   | ca. 915 |                |

| Land           | Anzahl | Jahr      |
| -------------- | ------ | --------- |
| Brasilien      | 1      | 1936      |
| Bulgarien      | 6      | 1940      |
| Chile          | 1      | 1938      |
| Großbritannien | 3      | 1938–1939 |
| Italien        | 1      | 1937      |
| Japan          | 3      | 1936–1939 |
| Jugoslawien    | 35     | 1937–1940 |
| Mandschukuo    | 19     | 1937–1938 |
| Norwegen       | 1      | 1937      |
| Österreich     | 1      | 1937      |
| Rumänien       | 13     | 1937–1940 |
| Schweiz        | 21     | 1938–1939 |
| Spanien        | 3      | 1939      |
| Ungarn         | 7      | 1936–1937 |
| USA            | 2      | 1936–1937 |
| Summe          | 119    |           |

## Konstruktion

### Konstruktionsform

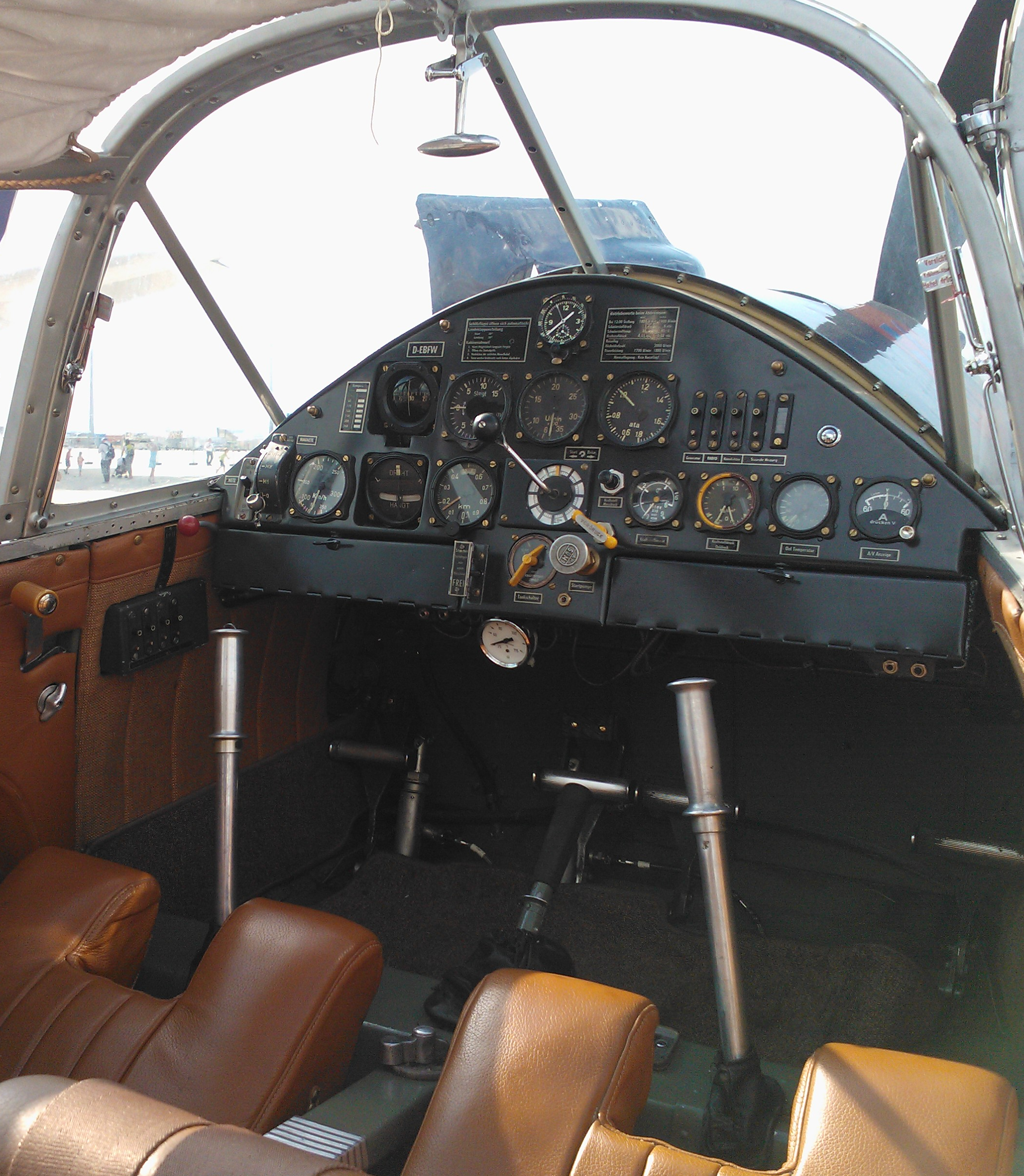
Cockpit

Das Flugzeug ist ein freitragender Tiefdecker und aus Dural in Ganzmetallbauweise hergestellt. Das Flugzeugmuster ist viersitzig, wobei je zwei nebeneinanderliegende Sitze hintereinander in einer geschlossenen Kabine angeordnet sind. Der Führersitz ist vorne links. Das Flugzeug besitzt Doppelsteuer, ist also sowohl vom linken als auch vom rechten Sitz steuerbar, wobei nur auf der linken Seite ein Leistungshebel, Trimm- und Klappenbedienung und Radbremspedale angebracht sind. Das Flugzeug verfügt über ein einziehbares Hauptfahrwerk und ein festes Spornrad. Das Flugzeug genügt in seiner Festigkeit den deutschen Bauvorschriften vom Dezember 1936. In den damals üblichen Beanspruchungsgruppen wurde es in die Kategorie P3 eingestuft, wobei P für Personenbeförderung steht und 3 für Normalflug. Somit ist das Flugzeug nicht für Kunstflug zugelassen.

### Konstruktive Besonderheiten

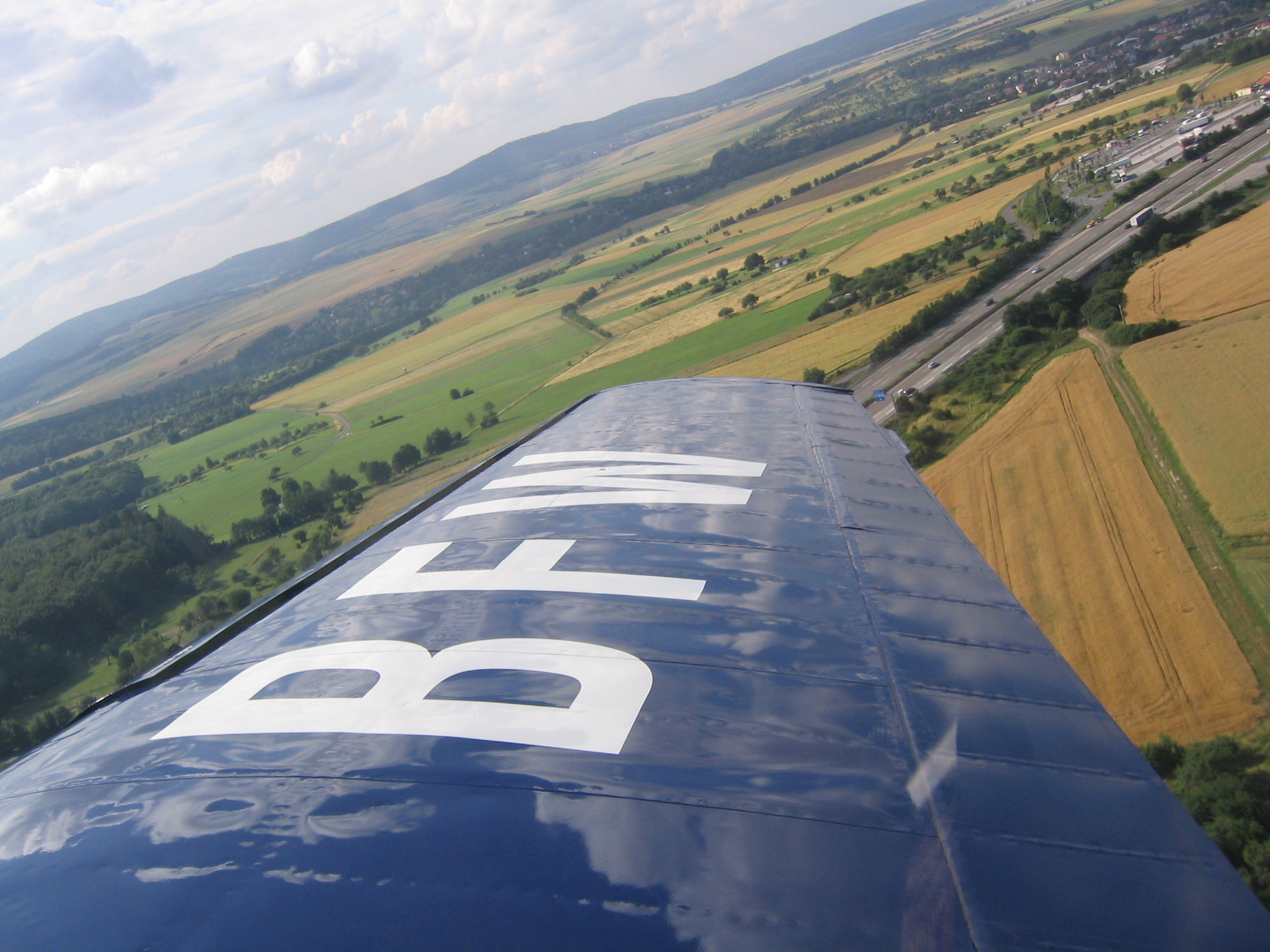
Bf 108 B im Steigflug mit teilweise ausgefahrenem Vorflügel

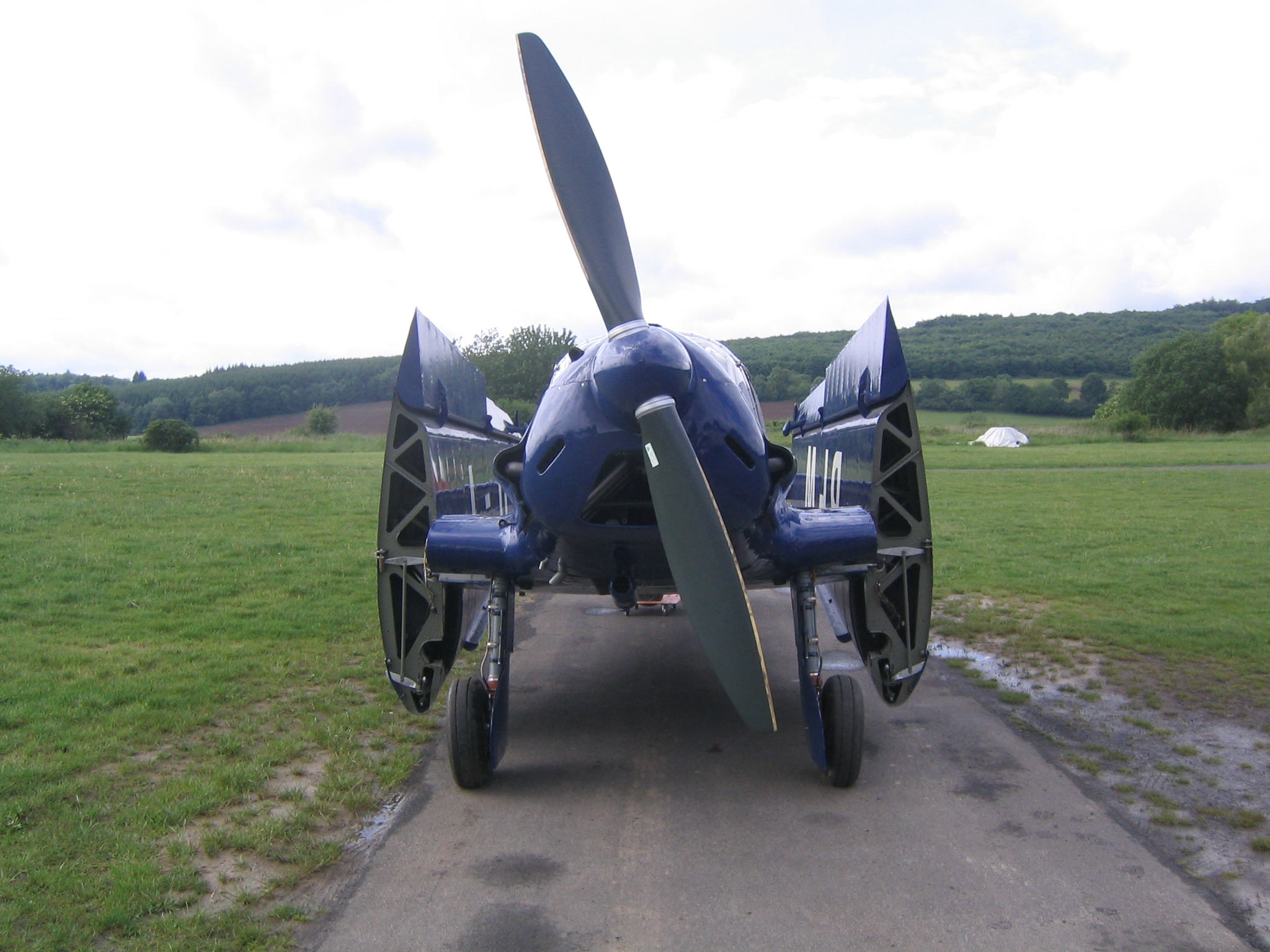
Bf 108 B von vorn gesehen mit Verstellluftschraube Me P7 und angelegten Tragflächen

Willy Messerschmitt versuchte, in seiner Konstruktion die Merkmale eines „Idealflugzeuges“ zu verwirklichen. Das Flugzeug weist eine gute Aerodynamik auf, wurde zunächst für Wettbewerbszwecke konzipiert und später zu einem luxuriösen Schnellreiseflugzeug weiterentwickelt. Die Bf 108 hat im Vergleich zu anderen Ganzmetallflugzeugen mit gleicher Nutzlast ein geringeres Eigengewicht, was durch eine damals neuartige Bauweise erreicht wurde. Beim Rumpf wurde auf klassische Spanten oder ein eigenes Traggerüst verzichtet. Messerschmitt verwendete profilierte Halbschalen aus Dural, welche im Innern des Rumpfes mit einem Versteifungsprofil versehen und vernietet wurden, so dass eine völlig glatte und selbsttragende Außenhaut entstand. Die Tragflächen wurden, je nach Baureihe, mit einem Fachwerkholm oder genietetem Doppel-T-Holm und Rippen aus gelochten Profilblechen gefertigt, die mit Glattblech aus Dural beplankt wurden. Die Vorflügel nach dem Handley-Page-Prinzip klappen je nach Geschwindigkeit und Fluglage automatisch aus, und zwar nur durch aerodynamische Einwirkung ohne eigenen Antrieb. Das durch Vorflügel und Landeklappen variable Flächenprofil erlaubt einerseits hohe Reisegeschwindigkeiten und andererseits hervorragende Langsamflugeigenschaften bei gleichzeitig guter Manövrierfähigkeit. Sämtliche Niete sind bei der Bf 108 versenkt und vor der Lackierung verspachtelt worden, was die aerodynamische Güte stark verbessert. Das einziehbare Fahrwerk war damals für die Piloten so ungewohnt, dass eine akustische Warneinrichtung montiert werden musste, um Bauchlandungen zu vermeiden. Die Bf 108 gilt durch die Vereinigung vieler technischer Neuerungen als ein Flugzeug, welches seiner Zeit weit voraus war. Zu ihrer Produktionszeit war das Muster eines der schnellsten Flugzeuge seiner Klasse weltweit.
Die bis dahin vorhandenen Flugzeugtypen dieser Größenordnung waren in der Regel verspannte Doppeldecker (z. B. Focke-Wulf Fw 44, De Havilland DH.87 Hornet Moth) oder konnten nicht alle bei der Bf 108 vorhandenen modernen Merkmale in sich vereinen (z. B. Stinson Reliant).
Als weiteres konstruktives Merkmal können bei der Bf 108 der B-Versionen die drei Befestigungsbolzen der Tragflächen mit einem einzigen Hebel entriegelt, die Tragflächen abgezogen, parallel zum Rumpf geschwenkt und am Höhenleitwerk eingehängt werden, was platzsparendes Abstellen erleichtert. Da das Fahrwerk an der Zelle befestigt ist, kann man auch ganze Tragflächen tauschen, ohne das Flugzeug aufwendig aufbocken zu müssen, was die Wartung und feldmäßige Reparatur erleichtert. Die Halbschalenbauweise des Rumpfes ohne klassische Spanten, das Prinzip des in die Tragflächen einklappenden Fahrgestells und der konsequente Leichtbau unter Verwendung von Dural, Elektron und stoffbespannten Steuerrudern sind typische Merkmale der Bf 108. Diese finden sich in der Bf 109 ganz oder teilweise wieder.
Eine Besonderheit der Bf 108 ist die maximale Zuladung: Sie hat mit 500 kg eine in Relation zum Eigengewicht recht hohe Nutzlast. Für die Praxis bedeutet dies, dass man auch mit vollen Tanks, vier Personen und ausgelastetem Gepäckraum innerhalb der zulässigen Gewichtsgrenzen bleibt. Es ist heutzutage in der Leichtflugzeugklasse keineswegs selbstverständlich, dass ein viersitziges Flugzeug auch tatsächlich zu viert mit vollen Tanks geflogen werden darf, ohne überladen zu sein. (Siehe dazu auch: Flugleistungen der Cessna 172).

### Schwachpunkte der Konstruktion
Als besondere Schwachstelle der Taifun gilt die aus insgesamt fünf Tanks bestehende Kraftstoffanlage, die allesamt über nur eine Tanköffnung befüllt werden. Die Betankung ist sehr langwierig, weil es einige Zeit braucht, bis der Kraftstoff durch die Rohrleitungen aus dem hinteren Behälter in die Flächentanks gelaufen ist. Oft wurde der Tankvorgang zu früh beendet, ohne dieses Nachfließen abzuwarten. Die Tanks waren daher nicht vollständig befüllt, und nicht wenige Flugzeuge sind aus Benzinmangel not- oder bruchgelandet.
Die Flugzeuge, die mit der manuell verstellbaren Luftschraube Me P7 ausgestattet sind, erfordern eine Vielzahl von Handgriffen bei Start und Landung. Nach dem Abheben muss der Pilot den Leistungshebel, die Propellerverstellung, die Start-/Landeklappen, die Trimmung und das Fahrgestell bedienen. Im Alleinflug muss unter Umständen das Einkurbeln des Fahrgestells unterbrochen werden, um die Propellerverstellung nachzujustieren. Die seltener verwendete Argus-L22-Verstellluftschraube bietet hier einen Vorteil, weil sie selbstverstellend ist.

### Motorisierung

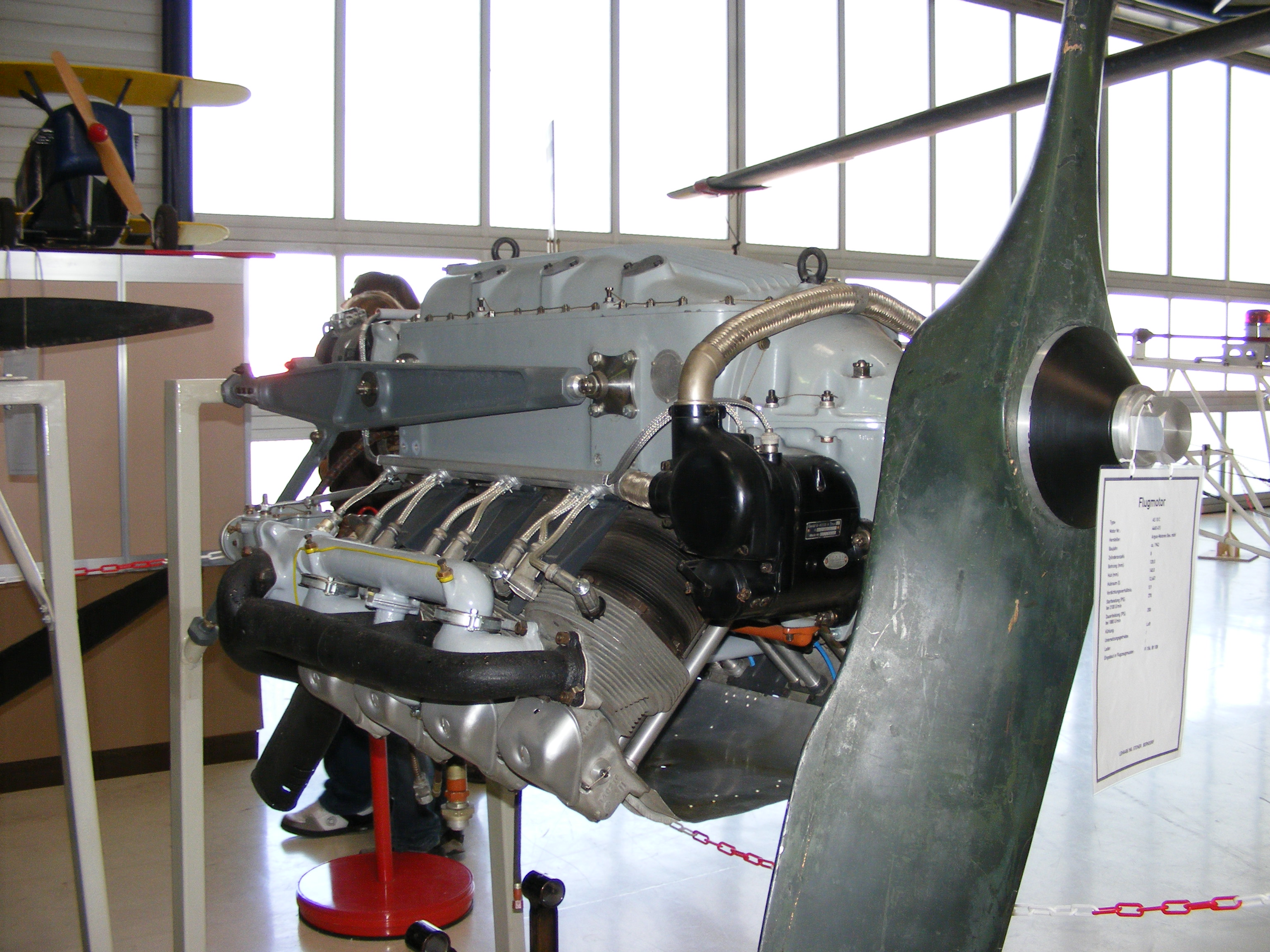
Argus As 10 mit Luftschraube, im Flugmuseum Aviaticum am Flugplatz Wiener Neustadt/Ost

Während die ersten Flugzeuge der BFW M 37/Bf 108 A mit einem Hirth HM 8 U ausgestattet waren, wurden die B-Versionen mit einem leistungsstärkeren Argus-Triebwerk ausgerüstet. Der fortan verwendete Argus As 10 C leistet 176 kW (240 PS) Startleistung (5 Minuten) bei 2000/min und 147 kW (200 PS) Dauerleistung bei 1880/min, was eine Steigrate von etwa 5 m/s bei 170 km/h ermöglicht. Die Reisegeschwindigkeit mit Verstellluftschraube liegt bei 250 km/h, der Benzinverbrauch (min. 78 Oktan) bei etwa 60 Liter/Stunde. Der ebenfalls verwendete Argus As 10 E unterscheidet sich in den Leistungsdaten vom As 10 C durch eine höhere Startleistung von 198 kW (270 PS) bei 2100/min (1 Minute). Die übrigen Leistungsdaten sind unverändert. Die Leistungssteigerung der E- gegenüber der C-Version wird durch einen größeren Luftdurchlassquerschnitt, eine größere Bedüsung in den Vergasern sowie die bereits erwähnte, höhere Nenndrehzahl erreicht.
Die C-Version der Bf 108 wurde mit einem Siemens Sh 14 ausgerüstet. Die Stückzahl dieses Musters blieb jedoch gering (Siehe dazu auch Bf 108 C).

## Bauzeit und Produktionsstätten
Zwischen 1934 und 1945 wurden insgesamt etwa 885 Maschinen an verschiedenen Standorten gebaut. Anfangs produzierten die BFW bzw. Messerschmitt AG im Stammwerk Augsburg 175 Stück Bf 108 B. 1938 wurde die Herstellung zum neuen Werk der Messerschmitt GmbH nach Regensburg verlegt. Nach bis dahin 529 fertiggestellten Maschinen baute den Typ ab 1942 die Société Nationale de Constructions Aéronautiques du Nord (SNCAN) in Les Mureaux im besetzten Teil Frankreichs. Nach der Befreiung von Paris durch alliierte Verbände im August 1944 baute SNCAN von September 1944 bis März 1945 aus noch vorhandenen Teilen weitere 67 Maschinen, die nun die Bezeichnung Nord 1000 Pingouin trugen. Nach Kriegsende wurden 17 von den Alliierten konfiszierte Flugzeuge und Teile nach Les Mureaux verbracht und bei SNCAN wieder flugfähig gemacht. Mangels Verfügbarkeit wurden ab 1945 statt des Argus-As-10C-Motors französische 235-PS-Motoren von Renault (Sechszylinder-Reihenmotor mit hängenden Zylindern, d. h. Kurbelwelle oben) verwendet. Diese Folgeversionen wurden dann Nord 1001 Pingouin 1 (rechtsdrehender Renault 6Q-11) bzw. Nord 1002 Pingouin 2 (linksdrehender Renault 6Q-10) bezeichnet. Insgesamt verließen nach dem Kriegsende noch 67 Flugzeuge vom Typ Nord 1001 und 152 Flugzeuge vom Typ Nord 1002 die französischen Werkshallen. Insgesamt wurden 1182 Bf 108 und Nord Pingouin gebaut.

## Entwicklung und Nutzung

### Bis 1945

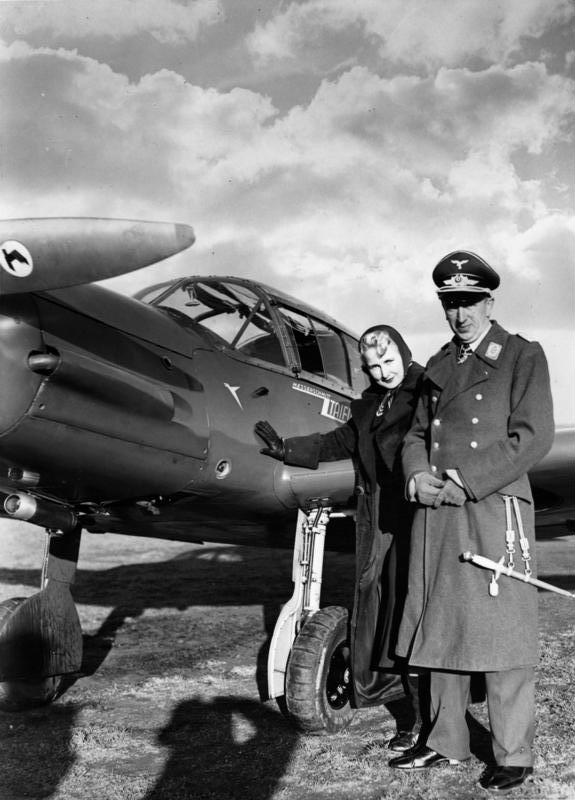
Theo Osterkamp und Gattin vor einer Bf 108 Taifun

Um die Maschine für den privaten Reiseflug als von Messerschmitt sogenanntes Schnellreiseflugzeug gut nutzen zu können, erfuhr die Bf 108 A 1936/37 verschiedene Modifikationen an Tragflächen, Rumpf, Motorisierung und Kabine. So wurden unter anderem die Querruder vergrößert, was eine Verkleinerung der Landeklappen bedingte, die Kabinenverglasung geändert, der Schleifsporn wich einem Rad, der Hirth-Motor wurde gegen einen Argus getauscht und insgesamt wurde die Zelle nebst Tragflächen verstärkt. Die Bf-108-B-Versionen waren insgesamt eher luxuriös als sportlich. Die ersten Exemplare der Bf 108 fanden zunächst Verwendung als private Sport-, Reise- und Geschäftsflugzeuge. Einer weiten Verbreitung in Flugsportvereinen standen die komplizierte Technik und der hohe Preis für Anschaffung und Unterhalt im Weg. Der große Verkaufserfolg wollte sich nicht recht einstellen, bis von der Luftwaffe 1936 ein Großauftrag erteilt wurde, weil sie die Taifun zu ihrem neuen Verbindungsflugzeug wählte. Während des Zweiten Weltkrieges wurden Bf 108 D als militärische Verbindungsflugzeuge verwendet. Die Bf 108 war von Beginn an bei den Piloten der Luftwaffe sehr beliebt, beispielsweise als Umschulflugzeug auf das Muster Bf 109, weil dieses ebenfalls mit Start- und Landeklappen ausgerüstet war und gegenüber damals üblichen Flugzeugen ohne diese Klappen anders geflogen werden musste. Die Bf 108 konnte mit Zusatzausrüstung für Senkrechtluftbildaufnahmen oder einem Abwurfschacht für Zeitungen oder Flugblätter geordert werden, eine Bewaffnung war nie vorhanden. Die schweizerischen Fliegertruppen haben in den Jahren 1938/39 insgesamt 15 Stück der Bf 108 zusammen mit 99 Flugzeugen des Musters Bf 109 angeschafft. Sieben Flugzeuge der Muster Bf 108 und Nord Pingouin wurden von Schweizer Privatpersonen zwischen 1938 und 1946 zivil gekauft und registriert, von denen eine wiederum 1942 in die schweizerischen Luftstreitkräfte rekrutiert wurde. 1945 wurden noch zwei Stück der deutschen Luftwaffe als Beutemaschinen ins Schweizer Militär als Kurierflugzeuge interniert. Die Bf 108 wurde außerdem noch in kleinen Stückzahlen in weitere Länder exportiert: Australien (1 Stück), Bulgarien (6), Chile (1), Japan (1), Jugoslawien (12), Österreich (4), Rumänien (6), Spanien (1), Ungarn (6), UdSSR (2), USA (1), Großbritannien (1). Sie wurden in aller Regel von den Landesregierungen angeschafft, um die Konstruktion des Flugzeuges zu prüfen und zu testen. Über deren Verbleib ist nichts bekannt.

### Nach 1945

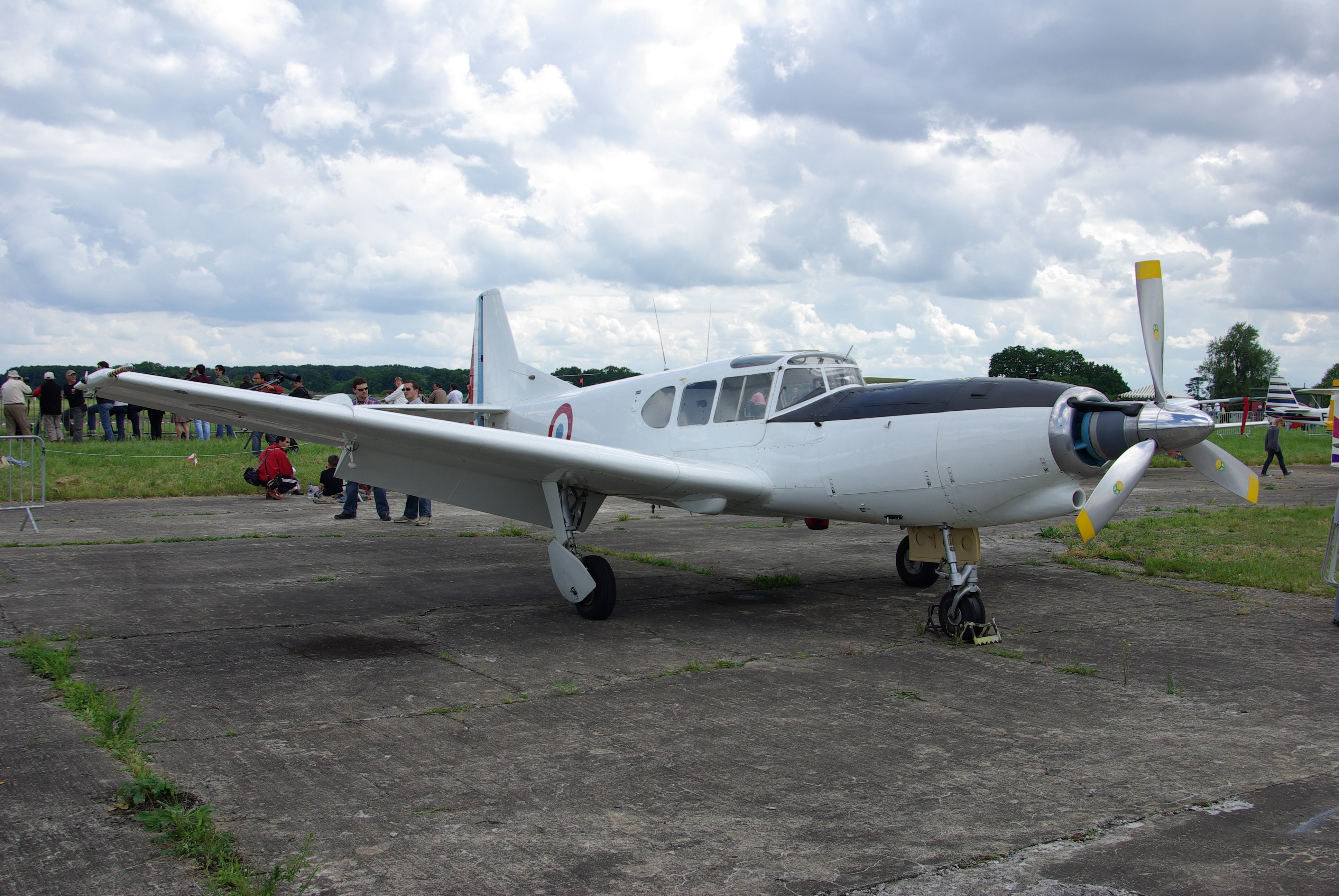
Nord 1110 – die letzte Entwicklungsstufe der Bf 108 mit Bugradfahrwerk und Turbopropantrieb

Nach dem Ende des Zweiten Weltkrieges durfte die Bf 108 in Deutschland weder weitergebaut noch weiterentwickelt werden. Nur in Frankreich produzierte die SNCAN das Muster weiter. Die 1943 in Auftrag gegebene Version der Bf 108 mit Bugrad hieß Me 208 und konnte bis zum Kriegsende nur in zwei Exemplaren gefertigt werden, sie wurde bei der SNCAN als N.1100 Noralpha bezeichnet. Statt des Argus AS 10 wurden bei ihr dann wie bei der Nord 1001/1002 Renault-Motoren verbaut und zur N.1101 Ramier I (Renault 6Q 10) und N.1102 Ramier II (Renault 6Q 11) weiterentwickelt. Ein Versuchsmuster der N.1101 mit Potez-6D0-Motor wurde als Nord 1104 bezeichnet. Die Reihe der Bf-108-Varianten endete 1959 mit einem Versuchsmodell N.1110 mit Turbopropantrieb. Hierzu wurde bei SFERMA eine N.1101 mit einer 348 kW (473 PS) starken Propellerturbine Turbomeca Astazou ausgerüstet. Zur gleichen Zeit musterten die schweizerischen Fliegertruppen 1959 die letzten Flugzeuge vom Typ Bf 108 aus. Gründe hierfür waren die nicht mehr sichergestellte Ersatzteilversorgung, Kurbelwellenbrüche bei Flugzeugen mit dem Triebwerk Argus AS 10E/3 und Stabilitätsprobleme der Tragflächenenden. Im Einzelnen sind von den in der Schweiz militärisch genutzten Messerschmitt Taifun zehn Flugzeuge verschrottet worden, drei Stück durch Unfälle verlorengegangen, und vier Stück dienen heute als Ausstellungsstücke in Museen. Die französischen Luftstreitkräfte musterten 1962 ihre letzten Flugzeuge der Muster Bf 108 und Nord „Pingouin“ aus und verkauften sie an Sammler und Privatpiloten.
In den Filmen Der längste Tag, Colonel von Ryans Express und Dünkirchen, 2. Juni 1940 werden optisch veränderte Flugzeuge des Musters Nord 1002 Pingouin eingesetzt, um die Bf 109 der deutschen Luftwaffe darzustellen.

### Geplante Weiterentwicklung in den 1970er-Jahren
Die am 29. November 1973 gegründete Taifun Flugzeugbau GmbH versuchte die Produktionswiederaufnahme einer modernisierten Variante, die als Me 108 F bezeichnet wurde. Die Weiterentwicklung der Taifun-Grundkonzeption wurde von Messerschmitt zusammen mit Tank durchgeführt und am 18. Dezember 1973 auf einer Pressekonferenz vorgestellt. Die Hauptunterschiede der nun sechssitzigen Auslegung zur originalen Bf 108 lagen vor allem im Antrieb, wofür ein Lycoming IO-540 mit 300 PS vorgesehen war, und in dem einziehbaren Bugradfahrwerk. Am Flugplatz Weiden sollte eine Werkshalle mit einer Grundfläche von 6000 m² und einer Kapazität von 100 bis 200 Flugzeugen pro Jahr errichtet werden.
Die erste Auslieferung war für 1976 vorgesehen, während der Erstflug um die Jahreswende 1974/75 erfolgen sollte. Die Arbeiten an dem Projekt wurden jedoch 1975 abgebrochen.

## Versionen

### BFW M 37, Bf 108 A und Bf 108 B
Die Modelle BFW M 37 und Bf 108 A waren im Wesentlichen auf Leichtbau und Geschwindigkeit getrimmt. Die Modelle der B-Reihe waren eher luxuriös. Die Unterschiede dieser Baureihen sind in der folgenden Tabelle dargestellt.
| Kenngröße             | BFW M 37 / Bf 108 A   | Bf 108 B                         |
| --------------------- | --------------------- | -------------------------------- |
| Besatzung             | 1                     | 1                                |
| Passagiere            | 1                     | 3                                |
| Länge                 | 8,60 m                | 8,29 m                           |
| Spannweite            | 10,31 m               | 10,62 m                          |
| Höhe                  | 2,02 m                | 2,85 m                           |
| Flügelfläche          | 13,3 m²               | 16,40 m²                         |
| Flügelstreckung       | 8                     | 6,4                              |
| Nutzlast              | 500 kg                | 500 kg                           |
| Leermasse             | 550 kg                | 880 kg                           |
| max. Startmasse       | 1050 kg               | 1380 kg                          |
| Reisegeschwindigkeit  |                       | 265 km/h                         |
| Höchstgeschwindigkeit | 290 km/h              | 303 km/h                         |
| Dienstgipfelhöhe      | 6000 m                | 5000 m                           |
| Reichweite            | 700 km                | 1000 km                          |
| Triebwerke            | Hirth HM 8 U          | Argus AS 10 C/E                  |
| Luftschraube          | Dreiblatt verstellbar | Zweiblatt starr oder verstellbar |
| Stückzahl             | 5 + 1 Prototyp        | ca. 885                          |

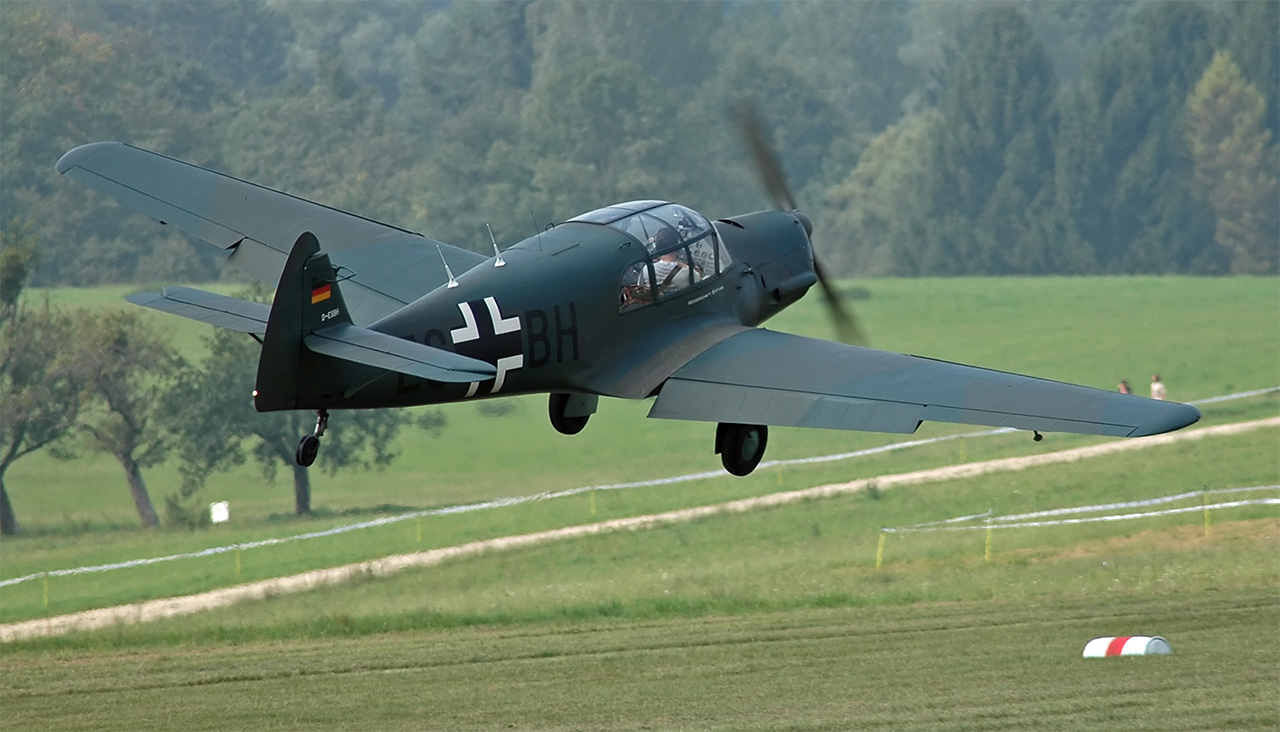
Bf 108 der Messerschmitt Stiftung in der Bemalung der Luftwaffe beim Start

Die Bf 108 A wurde versuchsweise mit einem Argus As 17 mit 162 kW (220 PS) Leistung ausgestattet, allerdings wurden diese Versuche zugunsten der B-Reihe eingestellt. Der Prototyp der Bf 108 B (D-IAJO) wurde zunächst noch mit dem in den A-Versionen verwendeten Hirth HM 8 U ausgestattet, bevor die Verwendung des Argus AS 10 C beschlossen wurde. In der B-Reihe wird häufig eine Unterscheidung zwischen B-1 und B-2 getroffen, wobei die Unterschiede zwischen den Versionen nicht klar abgrenzbar sind. Häufig wird die B-1 als reine Zivilmaschine (Reiseflugzeug) und die B-2 als Verbindungs- und Schulflugzeug der Luftwaffe bezeichnet. Nach anderen Quellen waren bei der B-1 die Tragflächen anklappbar, bei der B-2 dagegen nicht mehr. Die Vorschriften der Luftwaffe der Wehrmacht führten nur die Bezeichnung Bf 108 B.

### Bf 108 B trop
Die Bf 108 B trop entspricht der Bf-108-B-Version, ist aber mit zusätzlicher Ausrüstung für den Einsatz in Tropen und Wüste versehen. Zur Tropenausrüstung gehören unter anderem ein Sonnenschutzeinbau, eine Kabinenbelüftung mit Filter, ein Sandabscheider, eine zusätzliche Kraftstoff- und Schmierstoffanlage, sowie diverse Abdeckplanen. Aufgrund des zusätzlichen Platzbedarfs und des erhöhten Gewichtes entfällt ein Sitzplatz auf der hinteren Sitzbank.

### Bf 108 C
Bei der Bf 108 C handelt es sich um eine Version mit Sternmotor. Die Bf 108 D-IELE mit Siemens-Halske-Sh-14-Motor nahm am Olympiarundflug 1936 teil. Die Flugleistungen mit dieser Motorisierung konnten nicht überzeugen, und das Projekt Bf 108 mit Sternmotor wurde nach wenigen Versuchsmustern eingestellt.

### Bf 108 D
Die Bf 108 D war eine Ausführung für die Luftwaffe, die ab 1941 in der Fertigung war. Es handelte sich dabei um eine modernisierte Bf 108 B mit diversen Modifikationen. Unter anderem wurden dabei die Kabinenverglasung, der Rumpf, das Fahrwerk und das Leitwerk in Details leicht verändert. Die Anordnung der Benzintanks, deren Verrohrung und der Füllstandsanzeiger für den Benzinvorrat wurden zugunsten der Betriebssicherheit vereinfacht. Die Spannung des Bordnetzes wurde von 12 V auf 24 V angehoben. Soweit verfügbar, sollten alle Bf 108 D mit der Verstellluftschraube Me P7 ausgerüstet werden.

## Sportliche Erfolge

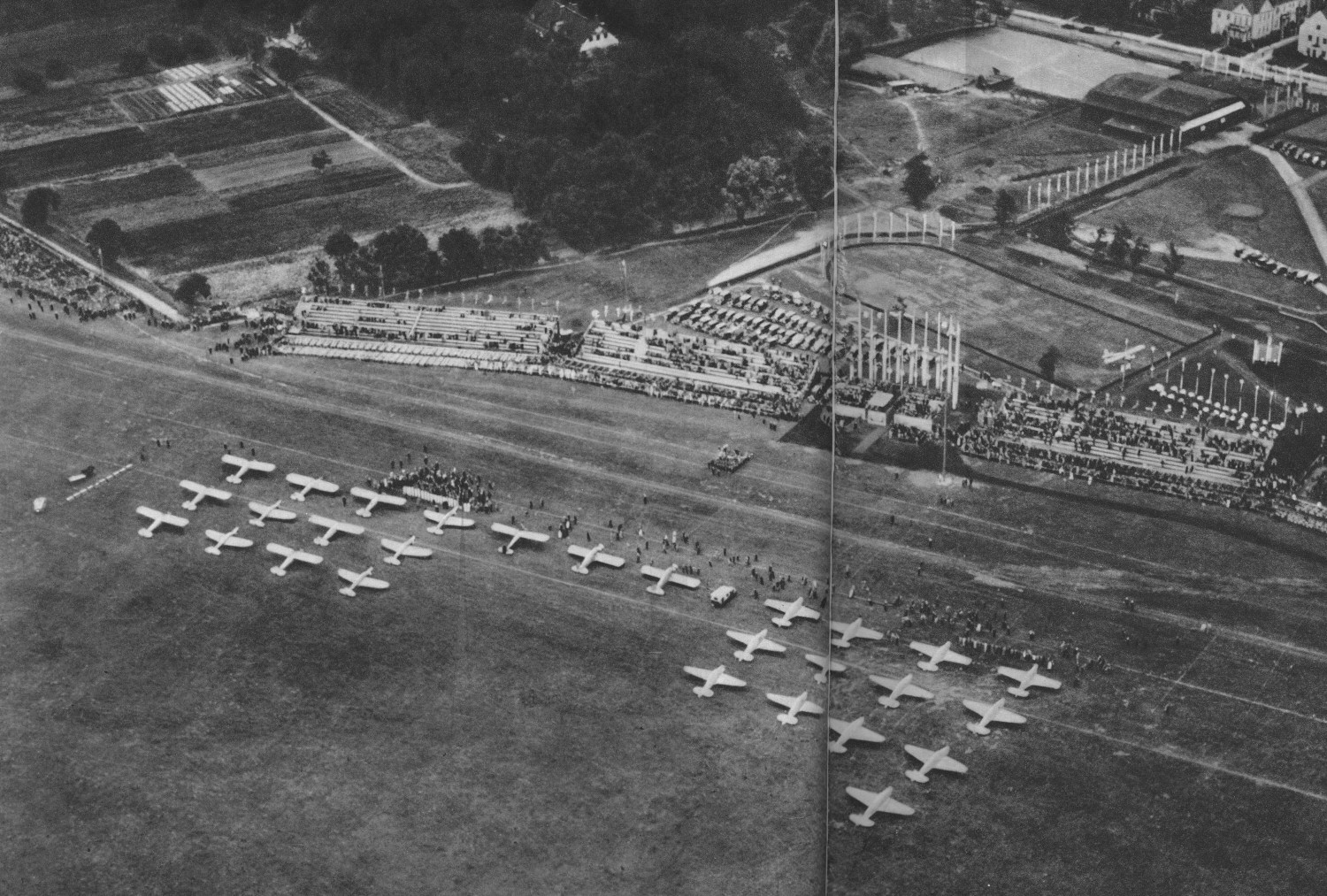
Eröffnungszeremonie des Europarundfluges 1934. Rechts im Bild die Flugzeuge der deutschen Teilnehmer, darunter auch Flugzeuge des Typs Bf 108 A

In der Zeit von 1934 bis 1971 wurden folgende sportliche Erfolge auf einer Bf 108 erreicht:

### Sieg in der Geschwindigkeitswertung des Europarundflugs 1934
In der Geschwindigkeitswertung des Europarundflugs von 1934, errangen drei Bf 108 A mit HM-8-U-Motor die ersten drei Plätze, in der Gesamtwertung erreichten sie die Plätze fünf und sechs. Die Bf 108 A war bei diesem Wettbewerb auf Anhieb als Konkurrenz zu den Flugzeugen Fieseler Fi 97 und Klemm Kl 36 erfolgreich. Alle fünf Maschinen verblieben in Reichseigentum und gelangten zur Erprobungsstelle Rechlin, wo sie kaum mehr zum Einsatz kamen.

### In 13 Stunden und 30 Minuten von Gleiwitz über Istanbul nach Berlin
Am 15. August 1935 folgte der weltberühmte Streckenflug von Elly Beinhorn. Sie flog in knapp 13:30 Stunden die 3470 km von Gleiwitz über Istanbul nach Berlin. Das entspricht einer Durchschnittsgeschwindigkeit von 257 km/h. Hierauf bekam die Bf 108 von ihr den treffenden Beinamen Taifun.

### Sieg beim internationalen Sternflug zur Winterolympiade 1936
Eine Bf 108 C (D-IELE) siegte beim Internationalen Sternflug zur Winterolympiade 1936 in Garmisch-Partenkirchen.

### Drei Kontinente an einem Tag

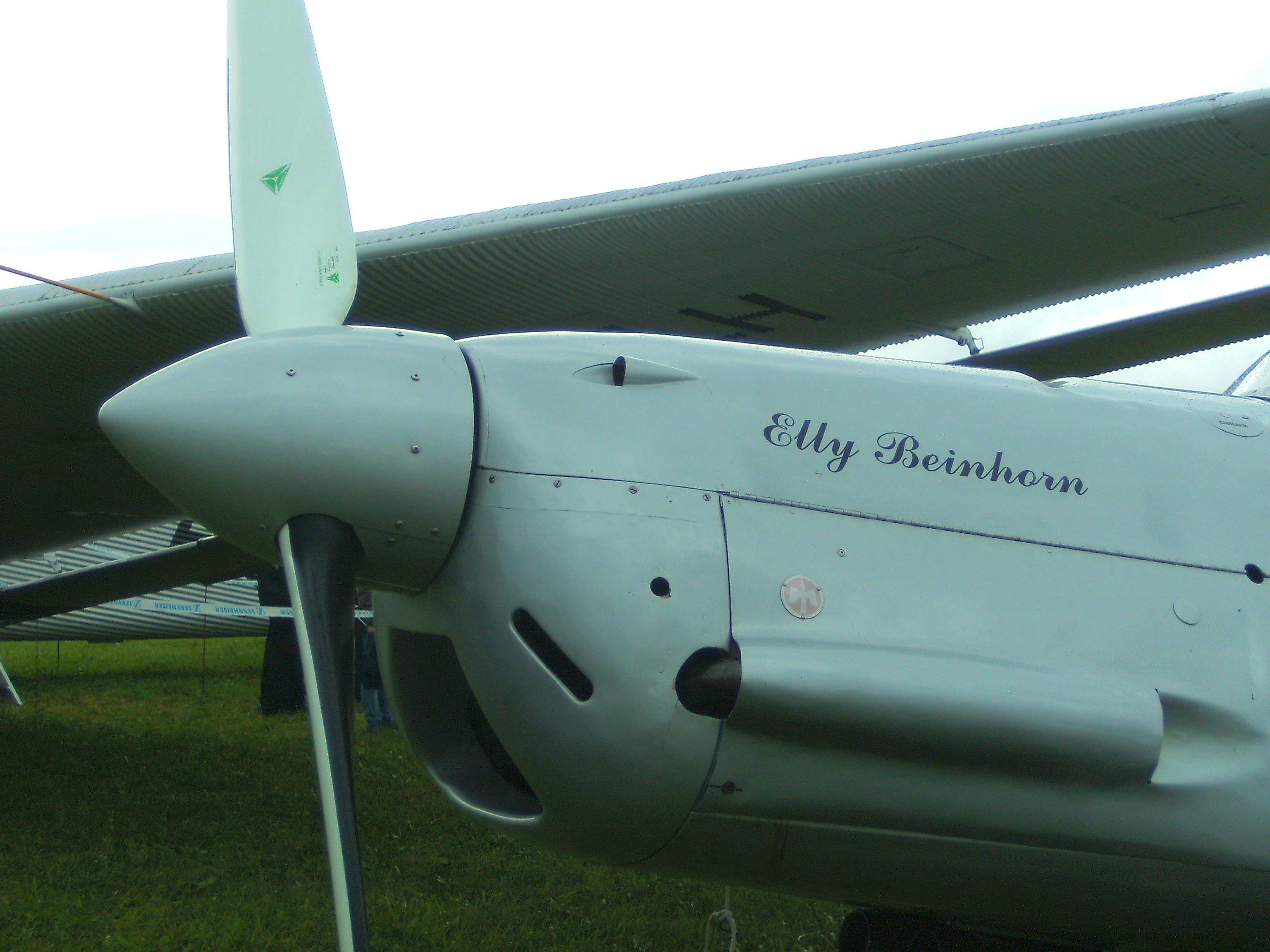
Flugzeugnase der D-EBEI mit Widmung an Elly Beinhorn

Elly Beinhorn flog am 6. August 1936 mit ihrer Taifun (D-IGNY, Werknummer 825) an einem Tag 3750 km über drei Kontinente. Sie startete in Damaskus und flog über Kairo und Athen nach Berlin.

### Sieg beim internationalen Oasenflug 1937
Im Februar 1937 belegten Luftsporthauptführer Otto R. Thomsen und Copilot Dempewolf mit ihrer Bf 108 den 2. Platz beim internationalen Oasenflug in Ägypten. In der Wertung „Reisebequemlichkeit“ belegten die beiden teilnehmenden Bf 108 die Plätze 1 und 2.

### Erster und dritter Platz beim Luftrennen auf der Isle of Man 1937
Im Mai 1937 errang Flugkapitän Hans Seidemann den ersten Platz beim Luftrennen auf der Isle of Man, er flog damals die Bf 108 mit dem Kennzeichen D-IOSA. Der zweite Platz wurde durch den Piloten Ernst Gerbrecht, ebenfalls auf einer Bf 108, besetzt. Im darauffolgenden Tynwald Air Race wurde Seidemann zweiter vor Gerbrecht.

### Sieg beim internationalen Königin-Astrid-Rennen 1938
Drei Bf 108 nahmen am vom 26. Dezember 1937 bis zum 5. Januar 1938 stattfindenden internationalen 5000-km-Sternflug nach Algier teil. Bei der im Anschluss ab dem 8. Januar durchgeführten Rallye du Hoggar über rund 4400 km auf der Strecke Algier–Tamanrasset–Algier trug die Bf 108 mit der Besatzung Goetze/von Harnier den Sieg davon. Auch beim internationalen Königin-Astrid-Rennen in Belgien und im internationalen Sternflug nach Dinard gewannen Bf 109. beim italienischen Raduno-del-Littorio belegte eine Bf 108 den 2. Platz.

### Aufstellen eines neuen Höhenweltrekordes 1939
1939 wurde der bestehende Höhenweltrekord (7985 m) von der Bf 108 C-1 (Werknummer 1078, D-IAXC) mit einem Hirth-HM-508-C-Motor mit 9125 m weit überboten.

### Schnellstes und ältestes Flugzeug beim Deutschlandflug des DAeC 1971
1971 nahm der Privatpilot Bodo Klein aus Siersburg mit der D-EDIH (Werknummer 1660) am Deutschlandflug des DAeC teil. Seine Bf 108 B1 war das älteste und zugleich schnellste Flugzeug.

## Unfälle und besondere Ereignisse

### Absturz des Prüfungsflugzeugs zur Erlangung der Luftfahrtzulassung
Am 27. Juli 1934 stürzte die D-IBUM (Werknummer 695) beim Rückflug von der Erprobungsstelle Rechlin in der Nähe des Werkes Augsburg ab. Das Flugzeug geriet beim Langsamflug in eine unkontrollierbare Fluglage und zerschellte am Boden; der Pilot Wolf Freiherr von Dungern kam dabei zu Tode. Es war dieselbe Maschine, mit der zuvor die allgemeine Luftfahrtzulassung für das Muster erlangt worden war.
Nach dem Unglück wäre die Meldung der vier Bf 108 (D-ILIT, D-IMUT, D-IGAK und D-IJES) für den bevorstehenden Europarundflug in Warschau beinahe zurückgezogen worden. Erst nachdem die kleinen Querruder für eine bessere Wirkung über die Tragflächenhinterkante hinaus verlängert worden waren, konnten Theo Osterkamp und seine Mannschaft schließlich doch zum Wettbewerb aufbrechen. Für Messerschmitt war der Vorfall heikel, weil bereits 1932 zwei der für den Europarundflug konstruierten BFW M29 ebenfalls beim Langsamflug abgestürzt waren und damals nicht teilnehmen durften.

### Der Mechelen-Zwischenfall
Die als Mechelen-Zwischenfall bekannte Notlandung mit einer Bf 108 am 10. Januar 1940 bei Vucht, nahe dem heutigen Maasmechelen in Belgien, war der Grund dafür, dass der deutsche Angriffsplan gegen Belgien völlig neu ausgearbeitet werden musste. Der Flugzeugführer Major Erich Hoenmanns und sein Mitflieger Major Helmut Reinberger befanden sich auf einem Flug von Münster-Loddenheide nach Köln.
Bald nach dem Start der Bf 108 auf dem Flugplatz Münster-Loddenheide verdichteten sich dünne Nebelschleier zu einer geschlossenen Wolkendecke. Starker Ostwind bewirkte eine Windversetzung (Abdrift) von etwa 30 Grad gegenüber dem Kompasskurs, die zunächst unbemerkt blieb. Der Rhein, eine wichtige Orientierungslinie, wurde wegen schlechter Sicht unbemerkt überflogen. Der Flugzeugführer, Major Erich Hoenmanns, sichtete schließlich einen Fluss und erkannte, dass es nicht der Rhein sein konnte. In der feuchten, eiskalten Luft vereisten die Tragflächen und der Vergaser ihrer Maschine. Wegen der Vergaservereisung setzte der Motor aus. Hoenmanns fand gerade noch rechtzeitig ein kleines Feld, auf dem er notlandete. Unverletzt mussten die beiden Wehrmachtsoffiziere erkennen, dass sie die Maas überflogen hatten und 80 Kilometer westlich von Köln bei Vucht in Belgien (heute: Maasmechelen) notgelandet waren.
An Bord der von ihnen benutzten Bf 108 waren unter anderem streng geheime Dokumente mit den Aufgaben der Luftflotte 2 und der 7. Flieger-Division für die geplante Invasion von Belgien im Rahmen des Westfeldzuges. Damit verstieß die Besatzung gegen einen Befehl Hermann Görings, geheime Dokumente nicht auf dem Luftweg zu transportieren. Den beiden Offizieren gelang es nicht, die Dokumente vollständig zu vernichten, bevor sie von belgischen Soldaten gefangen genommen wurden, woraufhin der deutsche Angriffsplan völlig neu ausgearbeitet wurde. (Siehe dazu auch: Sichelschnittplan, Westfeldzug – Alte und neue Pläne)

### Tödlicher Unfall mit einer in der Schweiz registrierten Bf 108
Am 15. Januar 1953 hatte die schweizerische A-217 (Ex-Luftwaffe L5+AB, Werknummer 1691) etwa vier Minuten nach dem Start in Meiringen einen Triebwerksausfall. Der allein fliegende Pilot entschied sich für eine Notlandung, das Flugzeug streifte dabei einen Holzpfahl und überschlug sich. Der Pilot verstarb bei diesem Unfall.

### Konstantin Prinz von Bayern verunglückt nach Einflug in schlechtes Wetter
Am 30. Juli 1969 flog der Pilot einer Bf 108 (D-EFFI) bei schlechtem Wetter auf einem Flug von Offenburg nach München über der Schwäbischen Alb in schlechtes Wetter mit starker Bewölkung ein. An Bord befanden sich neben dem Werkspiloten Baumann des Unternehmens Messerschmitt-Bölkow-Blohm auch Konstantin Prinz von Bayern und ein weiterer Passagier. Um 16:24 Uhr zerschellte das Flugzeug am 956 Meter hohen Raichberg nahe der Burg Hohenzollern. Alle drei Insassen starben. Das Flugzeug war nicht für Instrumentenflug ausgerüstet, und das Luftfahrt-Bundesamt in Braunschweig (LBA) kommentierte den Versuch, bei dieser Wetterlage die Schwäbische Alb zu überqueren, als Leichtsinn.

### Reinhard Furrer verunglückt in einer Bf 108
Am 9. September 1995 starb Reinhard Furrer, ein deutscher Wissenschaftsastronaut, bei einem Flugzeugabsturz mit einer Bf 108 (D-EFPT, W.-Nr. 5138) während einer Flugschau auf dem Flugplatz Johannisthal in Berlin, bei der er Ehrengast war. Nach dem Ende des offiziellen Programms nahm er an einem Rundflug mit einer Bf 108 teil. Zunächst war vermutet worden, dass nach dem Start ein Vorflügel abgebrochen war, was den Auftrieb an einer Tragfläche schlagartig vermindert hätte. Spätere Auswertungen einer Videoaufnahme durch das Luftfahrt-Bundesamt lassen vermuten, dass der steuernde Pilot versuchte, eine Rolle zu fliegen. Die Bf 108 ist für Kunstflug nicht zugelassen, und das Manöver wurde zudem nach Einschätzung des Luftfahrt-Bundesamtes (LBA) falsch und in zu geringer Höhe ausgeführt. Pilot Gerd Kahdemann und Reinhard Furrer waren sofort tot. Die tatsächliche Ursache des Absturzes und wer die Maschine mit Doppelsteuer geflogen hatte, konnte nicht abschließend geklärt werden.

## Heutige Bedeutung, Rezeption und erhaltene Exemplare

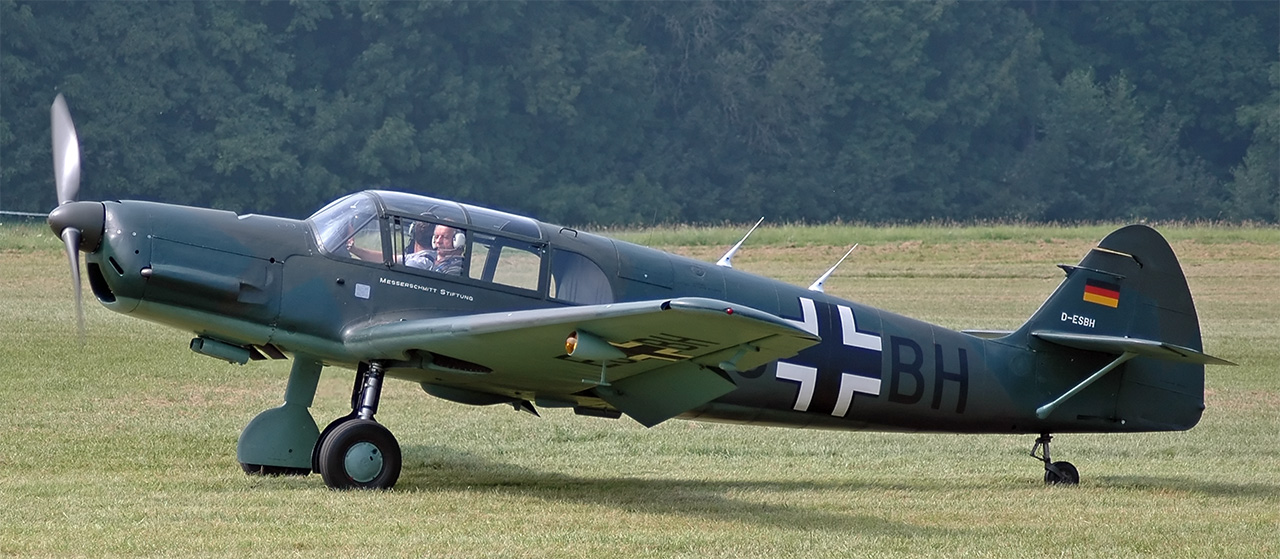
Bf 108 B Taifun der Messerschmitt Stiftung

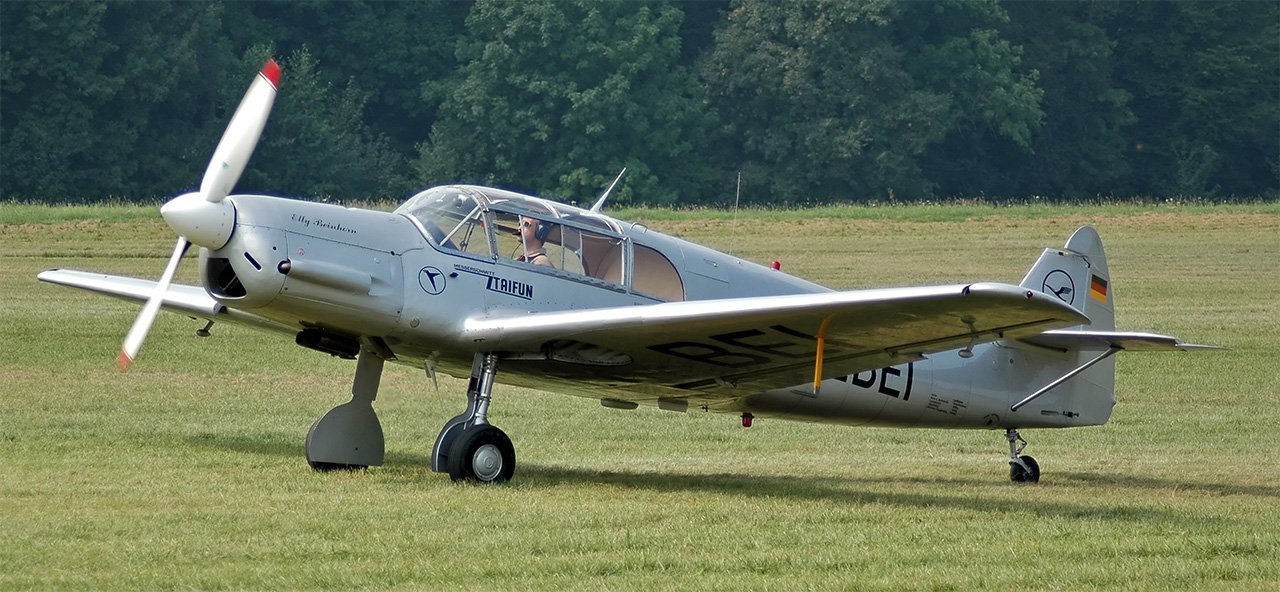
Messerschmitt Bf 108 B-2 der Lufthansa Berlin-Stiftung

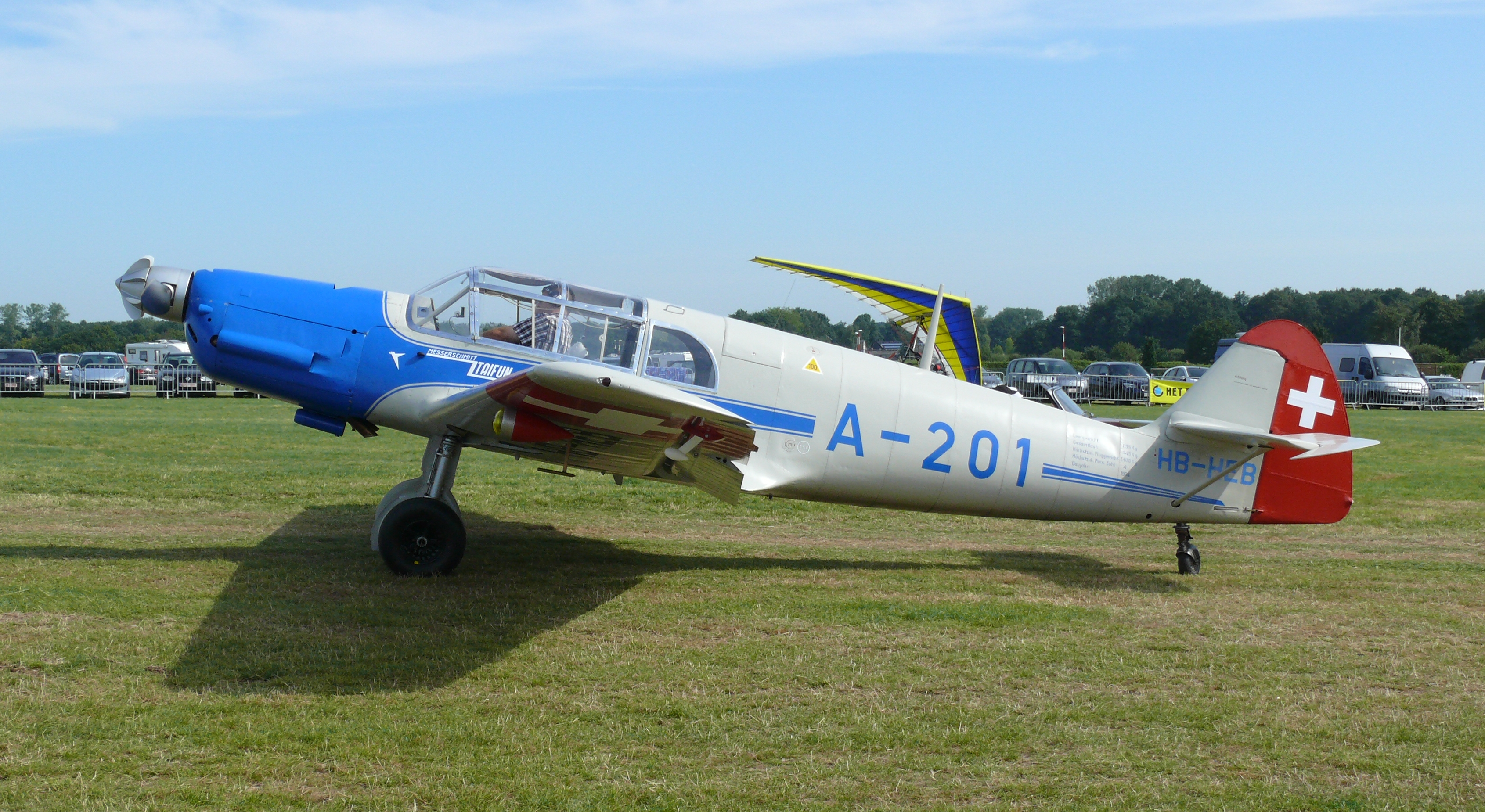
Messerschmitt Bf 108 B-1 in den Farben der Schweizer Luftwaffe

Nach heutigen Maßstäben kann die Bf 108 als Urahn ganzer Flugzeuggenerationen angesehen werden. Ursprünglich als Reiseflugzeug konzipiert, hatte sie doch eine hauptsächlich militärische Verwendung erfahren und viele ihrer Merkmale fanden sich im meistgebauten Jäger der Welt wieder – der Bf 109. Der Reisekomfort in Verbindung mit den Geschwindigkeitsleistungen und dem Gebrauchswert sind noch heute beachtlich.
Heute ist eine Bf 108 Taifun auf Flugtagen eine gerne gesehene Attraktion. Die Anzahl der sich in Museen und Liebhaberhänden befindlichen Flugzeuge dieses Typs ist nachvollziehbar, wie viele jedoch in privaten Hallen in flugunfähigem Zustand stehen, ist nicht bekannt.
Derzeit sind in Deutschland wenige lufttüchtige Exemplare dieses Flugzeuges registriert:
- 1. Die D-EBEI (Werknummer 2246) der Deutsche Lufthansa Berlin-Stiftung.
- 2. Die D-ESBH (Werknummer 3701-14) der Messerschmitt Stiftung im Flugmuseum Messerschmitt.
- 3. Die D-EBFW (Werknummer 1561), der Messerschmitt Stiftung im Flugmuseum Messerschmitt.
- 4. Die D–ERTT in der Ausstellung des Hangar 10 auf dem Flughafen Heringsdorf.
- 5. Die D-EHAF (Werknummer unbekannt) in privater Haltung.

Die D-EBFW wurde im Jahre 1937 in Augsburg gebaut und ist die älteste fliegende Bf 108 und gleichzeitig das älteste flugfähige Messerschmitt-Flugzeug überhaupt in der Welt. Das „BFW“ im Kennzeichen des Flugzeugs bezieht sich auf das Herstellerunternehmen Bayerische Flugzeugwerke AG.
In der Schweiz wurde die HB-HEB (Werknummer 1988) nach ihrer Stilllegung im Jahre 1959 und mehrjähriger Restaurierung durch eine Schweizer Stiftung wieder flugfähig gemacht. Die Bf 108 mit dem historischen Kennzeichen A-201 hing über 30 Jahre lang von der Decke der Flughafenhalle Zürich-Kloten und hatte nach der Wiederherstellung der Lufttüchtigkeit ihren Erstflug im Mai 2011.
Auszubildende der Firma Premium Aerotec haben das Flugzeug mit der Werknummer 2064 aufgearbeitet. Die in Regensburg gebaute Maschine wurde 1939 in die Schweiz geliefert und flog dort bis zur Ausmusterung am Anfang der 1960er-Jahre mit dem Kennzeichen A-208. Nach dem Verkauf im Jahr 1963 erfolgten Ausstellungen in wechselnden Museen in Deutschland und Großbritannien. Letzte Station war die Flugwerft Schleißheim. Das aufgearbeitete Flugzeug wird im Eingang der Firma in Augsburg aufgestellt.
In den Werkstätten von Fantasy of Flight wird seit Anfang 2018 die Maschine mit der Werknummer 1942 restauriert. Sie wurde 1938 vom früheren – und später erneuten – Präsidenten Chiles, Carlos Ibáñez del Campo, gekauft und flog zuletzt mit der zivilen chilenischen Registrierung CC-PWA.
Im Jahr 1937 betrugen die Anschaffungskosten für eine Messerschmitt Bf 108 etwa 35.000 Reichsmark, was heute inflationsbereinigt einem Geldwert von 184.000 Euro entspricht. Wie hoch der Preis für eine Bf 108 heute tatsächlich liegen würde, kann wegen des geringen Angebotes an Flugzeugen nicht geklärt werden.
Am 5. April 1979 gab die Deutsche Bundespost eine Sonderpostwertzeichen-Serie mit der Bezeichnung „Für die Jugend“ heraus, auf der neben einer HAWA Vampyr, einer Junkers Ju 52/3m und einer Douglas DC-3 auch eine Bf 108 (D-IOIO) abgebildet ist. Im rückseitig aufgedruckten Begleittext, der 1979 vom Deutschen Museum in München verfasst wurde, wird beschrieben, dass die Bf 108 eine vorbildliche Gesamtkonzeption hat und als das Grundmuster aller modernen Reiseflugzeuge angesehen werden kann.

## Vergleichbare Flugzeugtypen

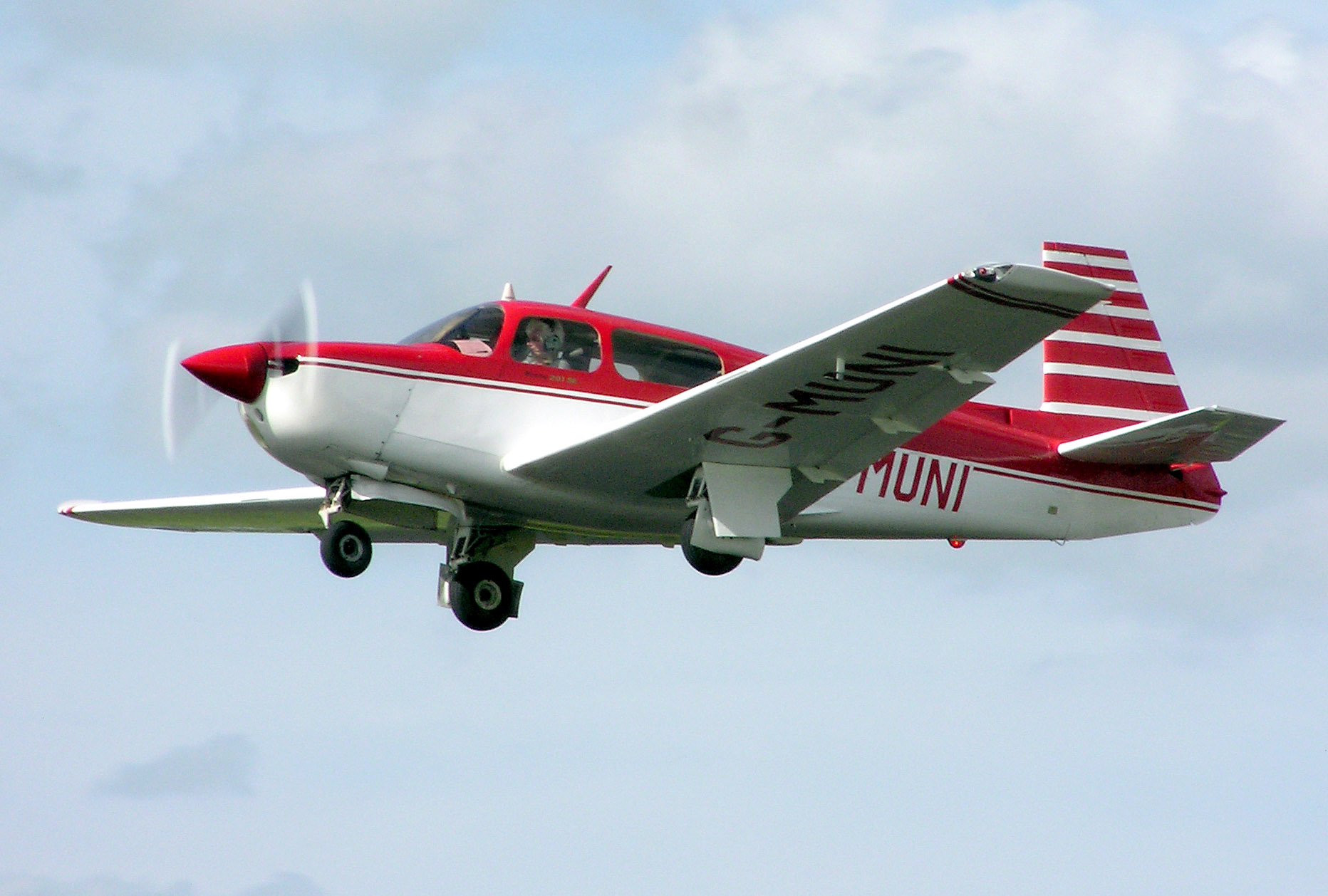
Einziehbares Fahrwerk, Landeklappen, geschlossene Kabine. Die Mooney M20 ähnelt der Bf 108 in vielen Punkten

Mit der Bf 108 lassen sich in Bezug auf die Gesamtauslegung die nach dem Zweiten Weltkrieg entwickelten Muster Mooney M20 und die Beechcraft Bonanza vergleichen. Sie sind ebenfalls in Ganzmetallbauweise gefertigt und für Reiseflüge konzipiert. In Bezug auf Reisekomfort bzw. Reisegeschwindigkeit können auch die Jak-18T und die Piaggio P.149 als Vergleich herangezogen werden. Bei den letztgenannten Flugzeugen handelt es sich allerdings um kunstflugtaugliche Muster, die vorrangig für militärische und zivile Trainingszwecke entwickelt wurden.
Auf Anregung von Ernst Udet erteilte das Reichsluftfahrtministerium 1940 einen Entwicklungsauftrag an die Firma Hanns Klemm Flugzeugbau in Böblingen für ein an die Messerschmitt Bf 108 angelehntes Verbindungsflugzeug in Holzbauweise, um kriegswichtige Metallressourcen durch andere Baumaterialien zu ersetzen. Bis 1943 entstand daraufhin bei der Hanns Klemm Flugzeugbau Gmb der Prototyp des viersitzigen Verbindungsflugzeugs Klemm Kl 151 in Teilschalenbauweise. Die geplante Serienfertigung der Klemm Kl 151 bei der Firma Zlín im Protektorat Böhmen und Mähren als Ersatz für die Bf-108-Fertigung fand bis Kriegsende nicht mehr statt.